# Gwoździany
Gwoździany (německy Gwosdzian) je vesnice v Polsku ve Slezském vojvodství, okres Lubliniec, gmina Pawonków.

## Poloha
Vesnice má rozlohu 1234 ha a prochází jí krajská silnice Lubliniec – Kłodsko. Vesnice má zemědělský charakter.

## Historie
První písemná zmínka pochází z roku 1679.
V roce 1761 byla založena sklářská huť, ve které bylo zaměstnáno 13 zaměstnanců.
V roce 1830 byl ve vesnici vodní mlýn, pivovar, lihovar a výrobna potaše. V polovině 19. století byl majitelem hrabě von Löbbecke.
V roce 1869 byl ve vesnici pivovar, vysoká pec, zkujňovací pec, vodní mlýn a škola. Gwoździany patřily k farnosti Dobrydzień.
Po obsazení většiny Slezska Pruskem byly Gwoździany pod správou Německa (Pruska). Po první světové válce zůstaly příhraniční obcí v Německu, na základě plebiscitu v Horním Slezsku. Po druhé světové válce byly začleněny do Polska.
V letech 1975–1998 vesnice byla pod správou vojvodství Čenstochovice.
V roce 2011 ve vesnici žilo 723 obyvatel. V roce 2016 už 725 obyvatel.

## Památky
- Farní Narození Panny Marie postavený v roce 1576 byl v letech 1976–1978 přenesen z Kościeliska u Olesna. Dřevěný kostel srubové konstrukce se sloupovou věží. Kostel je součástí Stezky dřevěné architektury.
- Uprostřed vesnice se nachází zámek v eklektickém slohu z roku 1886, kolem zámku se rozkládá park o rozloze 8,57 ha. U zámku se nacházejí budovy, které patřily k zámku, zděná ratejna z roku1890, sýpka, sklad z roku 1886 a lihovar z druhé poloviny 19. století.[2]